# Natalus
Natalus is een geslacht van vleermuizen uit de familie der trechteroorvleermuizen (Natalidae) dat voorkomt van Mexico tot de Grote en Kleine Antillen en Brazilië. De twee andere geslachten van de familie, Chilonatalus en Nyctiellus, worden ook vaak tot Natalus gerekend. Van deze twee is Chilonatalus het nauwst aan Natalus verwant. Natalus omvat de grootste soorten van de familie. Deze dieren hebben trechtervormige oren, lange poten en een lange staart.

## Soorten
Er worden 7 soorten in dit geslacht geplaatst:
- Natalus jamaicensis Goodwin, 1959 (Jamaica)
- Natalus macrourus (Gervais, 1855) (Brazilië, Bolivia en Paraguay)
- Natalus major Miller, 1902 (Hispaniola)
- Natalus mexicanus (Miller, 1902) (Mexico tot Panama)
- Natalus primus Anthony, 1919 (Cuba)
- Natalus stramineus J.E. Gray, 1838 – Mexicaanse trechteroorvleermuis (noordelijke Kleine Antillen)
- Natalus tumidirostris Miller, 1900 (noordelijk Zuid-Amerika)

Chilonatalus · Natalus · Nyctiellus · Primonatalus†